# Kang Hee-chan
Kang Hee-chan (강희찬/姜煕燦, 10 mei 1970) is een Zuid-Koreaans tafeltennisser. Hij won samen met zijn landgenoot Lee Chul-seung brons in het dubbelspeltoernooi van de Olympische Zomerspelen 1992. Vier jaar later won hij samen met Kim Taek-soo de dubbelspeltitel op het Japan Open van 1996, het enige toernooi op de ITTF Pro Tour waaraan hij ooit meedeed.

## Sportieve loopbaan
Hee-chan debuteerde in het internationale (senioren)circuit op de Azië Cup van 1987, waarop hij als tiende eindigde. Twee jaar later kwam hij dichter bij een internationale enkelspeltitel dan hij ooit nog zou komen. De Zuid-Koreaan reikte tot aan de finale van het Aziatische kampioenschap 1992. Hij moest daarin niettemin zijn meerdere erkennen in de Chinees Xie Chaojie. Wel won Hee-chan samen met Chul-seung dat jaar het dubbelspeltoernooi van hetzelfde evenement. Vier jaar later bereikte hij met Taek-soo opnieuw de dubbelfinale van het Aziatische kampioenschap, maar verloor daarin ditmaal van Kong Linghui en Liu Guoliang. Toch volgde in '96 een tweede Aziatisch kampioenschap, maar dan met het nationale team in het landentoernooi. Met de mannenploeg veroverde hij eerder ook al goud op de Aziatische Spelen 1990.
Hee-chan deed van 1989 tot en met 1993 mee aan drie wereldkampioenschappen. Zijn beste prestaties daarop waren vijfde plekken met het nationale mannenteam in zowel Dortmund 1989 als Göteborg 1993. Hee-chans Olympische bronzen medaille in 1992 werd daarmee zijn enige eremetaal in een mondiaal toernooi. Op de Olympische Zomerspelen 1996 deed de Zuid-Koreaan samen met Taek-soo een poging nogmaals op het podium te komen, maar strandde ditmaal in de kwartfinale.